# Fußballclub Carl Zeiss Jena 2022-2023
Questa voce raccoglie le informazioni riguardanti il Fußballclub Carl Zeiss Jena nelle competizioni ufficiali della stagione 2022-2023.

## Stagione
Nella stagione 2022-2023 il Carl Zeiss Jena, allenato da Andreas Patz, Henning Bürger e René Klingbeil, concluse il campionato di Regionalliga Nordest al 2º posto. In Coppa di Germania il Carl Zeiss Jena fu eliminato al primo turno dal Wolfsburg.

## Rosa
| N. |                     | Ruolo | Calciatore        |
| -- | ------------------- | ----- | ----------------- |
| 1  | Germania (bandiera) | P     | Kevin Kunz        |
| 2  | Germania (bandiera) | C     | Leon Keranović    |
| 3  | Germania (bandiera) | D     | Ken Gipson        |
| 4  | Germania (bandiera) | D     | Burim Halili      |
| 5  | Germania (bandiera) | D     | Bastian Strietzel |
| 6  | Germania (bandiera) | D     | Maurice Hehne     |
| 7  | Germania (bandiera) | A     | Pasqual Verkamp   |
| 8  | Germania (bandiera) | C     | Lukas Lämmel      |
| 9  | Germania (bandiera) | A     | Jan Dahlke        |
| 10 | Germania (bandiera) | A     | Jonathan Muiomo   |
| 11 | Germania (bandiera) | A     | Maximilian Krauß  |
| 13 | Germania (bandiera) | A     | Vasileios Dedidis |
| 14 | Turchia (bandiera)  | D     | Uğur Tezel        |
| 15 | Germania (bandiera) | D     | Marcel Hoppe      |

| N. |                     | Ruolo | Calciatore       |
| -- | ------------------- | ----- | ---------------- |
| 16 | Germania (bandiera) | A     | Elias Rosner     |
| 17 | Germania (bandiera) | C     | Justin Petermann |
| 18 | Giappone (bandiera) | A     | Takero Itoi      |
| 19 | Ucraina (bandiera)  | C     | Oleksiy Ogurtsov |
| 20 | Germania (bandiera) | C     | René Lange       |
| 21 | Germania (bandiera) | A     | Max Grimm        |
| 22 | Germania (bandiera) | P     | Maximus Babke    |
| 23 | Germania (bandiera) | C     | Benjamin Zank    |
| 24 | Germania (bandiera) | C     | Dervis Erkan     |
| 25 | Germania (bandiera) | C     | Justin Schau     |
| 26 | Germania (bandiera) | D     | Kevin Wolf       |
| 27 | Germania (bandiera) | A     | Lorenz Knöferl   |
| 30 | Germania (bandiera) | P     | Alexios Dedidis  |
|    | Germania (bandiera) | D     | Paul Krämer      |

## Organigramma societario
Area tecnica
- Allenatore: René Klingbeil
- Allenatore in seconda: René Lange
- Preparatore dei portieri: Nico Hinz
- Preparatori atletici:
- Analisi video:

## Calciomercato

### Sessione estiva
| Acquisti | Acquisti         | Acquisti           | Acquisti |
| R.       | Nome             | da                 | Modalità |
| -------- | ---------------- | ------------------ | -------- |
| C        | Oleksiy Ogurtsov | Metalist 1925      |          |
| A        | Jan Dahlke       | Preußen Münster    |          |
| P        | Maximus Babke    | Carl Zeiss Jena II |          |
| C        | Dervis Erkan     | Carl Zeiss Jena II |          |
| A        | Max Grimm        | Carl Zeiss Jena II |          |
| A        | Takero Itoi      | Gießen             |          |
| P        | Kevin Kunz       | Jahn Ratisbona     |          |
| C        | Lukas Lämmel     | Berliner AK 07     |          |
| A        | Jonathan Muiomo  | Optik Rathenow     |          |
| D        | Uğur Tezel       | Berliner AK 07     |          |
| A        | Pasqual Verkamp  | Viktoria Berlino   |          |

| Cessioni | Cessioni                | Cessioni        | Cessioni |
| R.       | Nome                    | a               | Modalità |
| -------- | ----------------------- | --------------- | -------- |
| A        | Silas Hagemann          | Hessen Kassel   |          |
| C        | Leon Bürger             | Verl            |          |
| A        | Felix Drinkuth          | Lubecca         |          |
| A        | Fabian Eisele           | Homburg         |          |
| P        | Tom Müller              | Preußen Münster |          |
| A        | Maximilian Oesterhelweg | Energie Cottbus |          |
| A        | Alexander Prokopenko    | Friburgo II     |          |
| D        | Felix Rehder            | Meuselwitz      |          |
| C        | Patrick Scheder         | Bayreuth        |          |
| P        | Lukas Sedlak            | Erzgebirge Aue  |          |
| D        | Dennis Slamar           | Energie Cottbus |          |
| C        | Maximilian Wolfram      | Verl            |          |

### Sessione invernale
| Acquisti | Acquisti       | Acquisti    | Acquisti |
| R.       | Nome           | da          | Modalità |
| -------- | -------------- | ----------- | -------- |
| A        | Lorenz Knöferl | Monaco 1860 |          |

| Cessioni | Cessioni | Cessioni | Cessioni |
| R.       | Nome     | a        | Modalità |
| -------- | -------- | -------- | -------- |

## Risultati

### Regionalliga Nordest

#### Girone di andata
| Arbitro: | Lukawski |

|             |           |             |
| Verkamp 53’ | Marcatori | 40’ Theisen |

| Arbitro: | Näther |

|  |           |                                                                   |
|  | Marcatori | 11’ (rig.), 58’ Verkamp 34’ Hoppe 79’ Dedidis 84’ Itoi 88’ Lämmel |

| Arbitro: | Albert |

|            |           |  |
| Dahlke 45’ | Marcatori |  |

| Arbitro: | Markhoff |

|  |           |                      |
|  | Marcatori | 24’ Lange 54’ Dahlke |

| Arbitro: | Gaunitz |

|                          |           |  |
| Petermann 12’ Muiomo 40’ | Marcatori |  |

| Arbitro: | Lossius |

|               |           |                    |
| Seidemann 29’ | Marcatori | 70’ (rig.) Verkamp |

| Arbitro: | Näther |

|                    |           |             |
| Dedidis 90’ (rig.) | Marcatori | 27’ Wähling |

| Arbitro: | Kohnert |

|            |           |  |
| Harant 67’ | Marcatori |  |

| Jena 14 ottobre 2022, ore 19:00 CEST 9ª giornata | Carl Zeiss Jena | 0 – 0 referto | Altglienicke | Ernst-Abbe-Sportfeld (3 071 spett.)\| Arbitro: \| Gaunitz \| |
| Arbitro:                                         | Gaunitz         |               |              |                                                              |

| Arbitro: | Jessen |

|            |           |                   |
| Rankić 49’ | Marcatori | 5’ (rig.) Verkamp |

| Jena 30 ottobre 2022, ore 13:00 CEST 11ª giornata | Carl Zeiss Jena | 0 – 0 referto | Lichtenberg 47 | Ernst-Abbe-Sportfeld (3 285 spett.)\| Arbitro: \| Näther \| |
| Arbitro:                                          | Näther          |               |                |                                                             |

| Arbitro: | Wilske |

|                            |           |            |
| Fischer 43’ Trübenbach 55’ | Marcatori | 90’ Lämmel |

| Arbitro: | Schipke |

|                              |           |  |
| Petermann 2’ Muiomo 33’, 38’ | Marcatori |  |

| Arbitro: | Jessen |

|                                                           |           |  |
| Löwe 17’ Campulka 25’ Pagliuca 52’ (rig.) Kurt 88’ (rig.) | Marcatori |  |

| Arbitro: | Kohnert |

|  |           |           |
|  | Marcatori | 87’ Krauß |

| Arbitro: | Schipke |

|                     |           |  |
| Krauß 5’ Muiomo 31’ | Marcatori |  |

| Arbitro: | Schipke |

|           |           |  |
| Čović 75’ | Marcatori |  |

#### Girone di ritorno
| Arbitro: | Lukawski |

|           |           |            |
| Gunte 90’ | Marcatori | 45’ Halili |

| Arbitro: | Klemm |

|                             |           |  |
| Dedidis 31’, 53’ Muiomo 55’ | Marcatori |  |

| Arbitro: | Jessen |

|  |           |             |
|  | Marcatori | 44’ Verkamp |

| Arbitro: | Kohnert |

|                                |           |  |
| Dedidis 11’ Verkamp 37’ (rig.) | Marcatori |  |

| Arbitro: | Gaunitz |

|  |           |                                                         |
|  | Marcatori | 9’ (aut.) Renner 18’, 26’ Muiomo 22’ Lämmel 44’ Dedidis |

| Arbitro: | Klemm |

|                        |           |                              |
| Verkamp 50’ Muiomo 69’ | Marcatori | 74’ Moritz 82’ (rig.) Mergel |

| Arbitro: | Vierock |

|             |           |  |
| Wähling 14’ | Marcatori |  |

| Arbitro: | Hagemann |

|                        |           |  |
| Dedidis 29’ Dahlke 90’ | Marcatori |  |

| Berlino 31 marzo 2023, ore 19:00 CEST 26ª giornata | Altglienicke | 0 – 0 referto | Carl Zeiss Jena | Friedrich-Ludwig-Jahn-Sportpark (833 spett.)\| Arbitro: \| Kluge \| |
| Arbitro:                                           | Kluge        |               |                 |                                                                     |

| Arbitro: | Klemm |

|                                  |           |  |
| Petermann 51’ Hoppe 55’ Wolf 90’ | Marcatori |  |

| Arbitro: | Rose |

|  |           |                      |
|  | Marcatori | 44’ Lämmel 55’ Grimm |

| Arbitro: | Wilske |

|                       |           |                       |
| Dahlke 47’ Lämmel 83’ | Marcatori | 32’ Kadrić 90’ Müller |

| Arbitro: | Albert |

|            |           |                                                                                       |
| Yajima 25’ | Marcatori | 5’, 15’ Dahlke 13’ (aut.) Yamada 34’ Verkamp 54’, 69’ Lämmel 84’ Dedidis 88’ Ogurtsov |

| Arbitro: | Jessen |

|            |           |  |
| Verkamp 8’ | Marcatori |  |

| Jena 13 maggio 2023, ore 14:00 CEST 32ª giornata | Carl Zeiss Jena | 0 – 0 referto | Babelsberg | Ernst-Abbe-Sportfeld (4 309 spett.)\| Arbitro: \| Albert \| |
| Arbitro:                                         | Albert          |               |            |                                                             |

| Arbitro: | Hagemann |

|                       |           |                                               |
| Atilgan 41’ Ziane 70’ | Marcatori | 7’ Halili 30’ Lämmel 68’ Petermann 75’ Dahlke |

| Arbitro: | Gaunitz |

|           |           |                |
| Hehne 89’ | Marcatori | 67’ Abdullatif |

### Coppa di Germania
| Arbitro: | Heft |

|  |           |              |
|  | Marcatori | 90’ Marmoush |

## Statistiche

### Statistiche di squadra
| Competizione      | Punti | In casa | In casa | In casa | In casa | In casa | In casa | In trasferta | In trasferta | In trasferta | In trasferta | In trasferta | In trasferta | Totale | Totale | Totale | Totale | Totale | Totale | DR  |
| Competizione      | Punti | G       | V       | N       | P       | Gf      | Gs      | G            | V            | N            | P            | Gf           | Gs           | G      | V      | N      | P      | Gf     | Gs     | DR  |
| ----------------- | ----- | ------- | ------- | ------- | ------- | ------- | ------- | ------------ | ------------ | ------------ | ------------ | ------------ | ------------ | ------ | ------ | ------ | ------ | ------ | ------ | --- |
| Regionalliga      | 63    | 17      | 9       | 8       | 0       | 26      | 7       | 17           | 8            | 4            | 5            | 33           | 15           | 34     | 17     | 12     | 5      | 59     | 22     | +37 |
| Coppa di Germania | -     | 1       | 0       | 0       | 1       | 0       | 1       | 0            | 0            | 0            | 0            | 0            | 0            | 1      | 0      | 0      | 1      | 0      | 1      | -1  |
| Totale            | 63    | 18      | 9       | 8       | 1       | 26      | 8       | 17           | 8            | 4            | 5            | 33           | 15           | 35     | 17     | 12     | 6      | 59     | 23     | +36 |

### Andamento in campionato
| Giornata  | 1 | 2 | 3 | 4 | 5 | 6 | 7 | 8 | 9 | 10 | 11 | 12 | 13 | 14 | 15 | 16 | 17 | 18 | 19 | 20 | 21 | 22 | 23 | 24 | 25 | 26 | 27 | 28 | 29 | 30 | 31 | 32 | 33 | 34 |
| --------- | - | - | - | - | - | - | - | - | - | -- | -- | -- | -- | -- | -- | -- | -- | -- | -- | -- | -- | -- | -- | -- | -- | -- | -- | -- | -- | -- | -- | -- | -- | -- |
| Luogo     | C | T | C | T | C | T | C | T | C | T  | C  | T  | C  | T  | T  | C  | T  | T  | C  | T  | C  | T  | C  | T  | C  | T  | C  | T  | C  | T  | C  | C  | T  | C  |
| Risultato | N | V | V | V | V | N | N | P | N | N  | N  | P  | V  | P  | V  | V  | P  | N  | V  | V  | V  | V  | N  | P  | V  | N  | V  | V  | N  | V  | V  | N  | V  | N  |
| Posizione | 8 | 4 | 3 | 2 | 2 | 2 | 2 | 4 | 6 | 7  | 8  | 9  | 9  | 9  | 8  | 6  | 8  | 9  | 9  | 5  | 5  | 3  | 5  | 6  | 4  | 4  | 3  | 3  | 3  | 3  | 3  | 3  | 3  | 2  |

Legenda:

Luogo: C = Casa; T = Trasferta. Risultato: V = Vittoria; N = Pareggio; P = Sconfitta.

### Statistiche dei giocatori
| Giocatore    | Regionalliga | Regionalliga | Regionalliga | Regionalliga | Coppa di Germania | Coppa di Germania | Coppa di Germania | Coppa di Germania | Totale   | Totale | Totale      | Totale     |
| Giocatore    | Presenze     | Reti         | Ammonizioni  | Espulsioni   | Presenze          | Reti              | Ammonizioni       | Espulsioni        | Presenze | Reti   | Ammonizioni | Espulsioni |
| ------------ | ------------ | ------------ | ------------ | ------------ | ----------------- | ----------------- | ----------------- | ----------------- | -------- | ------ | ----------- | ---------- |
| M. Babke     | 0            | 0            | 0            | 0            | 0                 | 0                 | 0                 | 0                 | 0        | 0      | 0           | 0          |
| J. Dahlke    | 28           | 7            | 3            | 0            | 1                 | 0                 | 1                 | 0                 | 29       | 7      | 4           | 0          |
| A. Dedidis   | 3            | 0            | 0            | 0            | 0                 | 0                 | 0                 | 0                 | 3        | 0      | 0           | 0          |
| V. Dedidis   | 24           | 8            | 0            | 0            | 0                 | 0                 | 0                 | 0                 | 24       | 8      | 0           | 0          |
| D. Erkan     | 2            | 0            | 0            | 0            | 0                 | 0                 | 0                 | 0                 | 2        | 0      | 0           | 0          |
| K. Gipson    | 33           | 0            | 4            | 0            | 0                 | 0                 | 0                 | 0                 | 33       | 0      | 4           | 0          |
| M. Grimm     | 29           | 1            | 3            | 0            | 1                 | 0                 | 0                 | 0                 | 30       | 1      | 3           | 0          |
| B. Halili    | 22           | 2            | 4            | 0            | 1                 | 0                 | 0                 | 0                 | 23       | 2      | 4           | 0          |
| M. Hehne     | 19           | 1            | 5            | 1            | 1                 | 0                 | 0                 | 0                 | 20       | 1      | 5           | 1          |
| M. Hoppe     | 33           | 2            | 2            | 0            | 1                 | 0                 | 0                 | 0                 | 34       | 2      | 2           | 0          |
| T. Itoi      | 12           | 1            | 0            | 0            | 1                 | 0                 | 1                 | 0                 | 13       | 1      | 1           | 0          |
| L. Keranović | 0            | 0            | 0            | 0            | 0                 | 0                 | 0                 | 0                 | 0        | 0      | 0           | 0          |
| L. Knöferl   | 13           | 0            | 2            | 0            | 0                 | 0                 | 0                 | 0                 | 13       | 0      | 2           | 0          |
| M. Krauß     | 23           | 2            | 7            | 0            | 1                 | 0                 | 0                 | 0                 | 24       | 2      | 7           | 0          |
| P. Krämer    | 0            | 0            | 0            | 0            | 0                 | 0                 | 0                 | 0                 | 0        | 0      | 0           | 0          |
| K. Kunz      | 32           | 0            | 2            | 0            | 1                 | 0                 | 0                 | 0                 | 33       | 0      | 2           | 0          |
| R. Lange     | 15           | 1            | 3            | 0            | 1                 | 0                 | 1                 | 0                 | 16       | 1      | 4           | 0          |
| L. Lämmel    | 32           | 8            | 8            | 0            | 1                 | 0                 | 0                 | 0                 | 33       | 8      | 8           | 0          |
| J. Muiomo    | 33           | 8            | 6            | 0            | 1                 | 0                 | 1                 | 0                 | 34       | 8      | 7           | 0          |
| O. Ogurtsov  | 10           | 1            | 1            | 0            | 0                 | 0                 | 0                 | 0                 | 10       | 1      | 1           | 0          |
| J. Petermann | 33           | 4            | 2            | 0            | 1                 | 0                 | 0                 | 0                 | 34       | 4      | 2           | 0          |
| E. Rosner    | 5            | 0            | 1            | 0            | 0                 | 0                 | 0                 | 0                 | 5        | 0      | 1           | 0          |
| J. Schau     | 24           | 0            | 5            | 0            | 1                 | 0                 | 0                 | 0                 | 25       | 0      | 5           | 0          |
| B. Strietzel | 32           | 0            | 2            | 1            | 1                 | 0                 | 0                 | 0                 | 33       | 0      | 2           | 1          |
| U. Tezel     | 6            | 0            | 1            | 0            | 0                 | 0                 | 0                 | 0                 | 6        | 0      | 1           | 0          |
| P. Verkamp   | 33           | 10           | 4            | 0            | 1                 | 0                 | 0                 | 0                 | 34       | 10     | 4           | 0          |
| K. Wolf      | 16           | 1            | 3            | 1            | 0                 | 0                 | 0                 | 0                 | 16       | 1      | 3           | 1          |
| B. Zank      | 3            | 0            | 0            | 0            | 0                 | 0                 | 0                 | 0                 | 3        | 0      | 0           | 0          |